# Pattonomys
A Pattonomys az emlősök (Mammalia) osztályának a rágcsálók (Rodentia) rendjébe, ezen belül a tüskéspatkányfélék (Echimyidae) családjába tartozó nem.

## Rendszerezés
A nembe az alábbi 2 faj tartozik:
- Pattonomys occasius (Thomas, 1921) - szinonimája: Makalata occasius
- Pattonomys semivillosus (I. Geoffroy, 1838) - szinonimája: Echimys semivillosus